# Tamás Szabó Kimmel
Dans le nom hongrois Szabó Kimmel Tamás, le nom de famille précède le prénom, mais cet article utilise l’ordre habituel en français Tamás Szabó Kimmel, où le prénom précède le nom.
Tamás Szabó Kimmel, né le 9 octobre 1984 à Kaposvár, est un acteur hongrois.

## Biographie
Tamás Szabó Kimmel a fréquenté le lycée Mihály Munkácsy de Kaposvár. Il est diplômé de l'Université d'art dramatique et cinématographique avec une spécialisation en musique et en théâtre. Durant cette période universitaire, il a pour professeurs Tamás Ascher et Sándor Zsótér.
Il a été pensionnaire du Théâtre Attila József pendant un an. Il est ensuite sociétaire du Théâtre National entre 2008 et 2013 avant de rejoindre la compagnie Orlai Produkciós Iroda dont il sera membre jusqu'en 2020,. En parallèle, il construit une carrière au cinéma et à la télévision.
De 2012 à 2013, il est le présentateur de l'émission The Voice lors de sa première saison.

## Vie privée
Il a pris pour nom de scène Tamás Szabó Kimmel, Kimmel étant le nom de sa mère.
Il est marié depuis 2013 et père de deux enfants,.

## Carrière

### Théâtre
- 2004 : Buborékok (Gergely Csiky) : Hámor
- 2005 : A Macskalápon (Marina Carr) : Joseph
- 2006 : A pókká vált leány (Johann Wolfgang von Goethe) : Óceán
- 2007 : Mesél a bécsi erdő (Ödön von Horváth) : Alfréd
- 2008 : Az öreg hölgy látogatása (Friedrich Dürrenmatt) : le maire
- 2008 : Holdbeli csónakos (Sándor Weöres) : Huang-Ti, l'Empereur chinois
- 2008 : Vassa Geleznova (Maxime Gorki) : Prohor, Fedot Zseleznov
- 2008 : L'Exception et la Règle (Bertolt Brecht) : le mourant
- 2009 : János vitéz (Kacsóh Pongrác) : Maître Strázsa
- 2009 : Athalie (Jean Racine) : Azariás
- 2009 : Le Roi Lear (William Shakespeare) : Osvald
- 2009 : Bánk bán junior (József Katona) : Endre
- 2009 : Pánik (Mika Myllyaho) : Tomi
- 2009 : La Descente d'Orphée (Tennessee Williams) : Val Xavier
- 2010 : A három nővér (Anton Pavlovics Csehov) : Szoljonij, Vaszilij Vasziljevics, le capitaine
- 2010 : Magyar ünnep (Závada Pál) : Urbán Vince, le journaliste
- 2012 : Hamlet (William Shakespeare) : Hamlet
- 2012 : Hazafit nekünk! (John Osborne) : von Taussig
- 2012 : Angels in America (Tony Kushner) : Belize, Mr. Kamu, Caleb
- 2014 : A folyón túl Itália (Joe DiPietro) : Nick
- 2022 - 2023 : Vagy a szívem dobbant (Gergely Zöldi) : Kornél

### Filmographie

#### Cinéma
- 2007 : Megy a gőzös : Kázmér Körte
- 2009 : Made in Hungaria : Miki
- 2010 : Dobogó kövek : Sziráki Peti
- 2011 : Matula kalandpark : Tomi
- 2011 : El ángel de Budapest : Antal
- 2017 : La Juste Route : Jancsi
- 2017 : A tökéletes gyilkos : Angel
- 2017 : La Lune de Jupiter : le colonel
- 2017 : Pappa Pia : Tomi
- 2019 : Apró mesék : Hankó
- 2021 : Nagykarácsony : la star du film
- 2023 : Lefkovicses are in Mourning : Iván

#### Télévision
- 2006 : Mátyás, a sosemvolt királyfi : Hunyadi László
- 2007 : Könyveskép : Dani
- 2008 : Pirkadat : Diák
- 2008 : Szemfényvesztők
- 2009 : Variációk
- 2010 : Sweet Sixteen, a hazudós : Rodi
- 2011 : Tűnt idők mozija
- 2013 : Társas játék : Milán
- 2013 : Munkaügyek
- 2014 : A berni követ : Abel
- 2014 : Utolsó órák : le visiteur
- 2019 - 2020 : Mintaapák : Dr. Molnár Tamás
- 2021 : Apatigris : Bróker
- 2022 : A Király : Péter Haán

#### Bandes originales
- 2009 : Made in Hungaria
- 2017 : Pappa Pia

## Récompenses
- 2009 : Prix Arany Medál[7]
- 2011 : POSZT - Meilleur acteur de moins de 30 ans
- 2012 : Prix Junior Prima

## Voix française
- Jean Marco-Montalto dans Made in Hungaria[8].